# ガストン・フェルナンデス
ガストン・ニコラス・フェルナンデス（Gastón Nicolás Fernández, 1983年10月12日 - ）は、アルゼンチン・ラヌース出身の元サッカー選手。現役時代のポジションはミッドフィールダー。

## 経歴
2002年にCAリーベル・プレートからデビューした。2003-04シーズンはラシン・クルブに在籍し、2004-05シーズンはリーベル・プレートに復帰した。2006年にはメキシコのビッグクラブであるCFモンテレイにレンタル移籍した。契約終了後に200万ドルもの移籍金を払えず、2006年12月にリーベル・プレートに復帰した。しかし、ダニエル・パサレラ監督は十分なストライカーがいるとしてフェルナンデスを必要としなかった。
2007年1月、CAサン・ロレンソ・デ・アルマグロに移籍した。2007クラウスーラでは、チーム得点王の彼やエセキエル・ラベッシの活躍で、サン・ロレンソに6年ぶりのリーグ優勝がもたらされた。リーグ戦終了後にはモンテレイに戻る計画もあったが実現しなかった。
2008年にはUANLティグレスに移籍したが、エストゥディアンテス・デ・ラ・プラタにレンタル移籍した。コパ・スダメリカーナで準優勝し、コパ・リベルタドーレスではクルゼイロECとの決勝セカンドレグで57分に同点ゴールを決めて優勝に貢献した。UANLに復帰した彼は2009年のスーパーリーガでシカゴ・ファイアーを破って優勝した。2010年1月、本人の希望によりティグレスを退団しエストゥディアンテスに完全移籍した。
2014年1月15日、MLSのポートランド・ティンバーズと契約を結んだ。同年3月8日に行われたフィラデルフィア・ユニオンとの試合にスタメン出場しリーグデビュー、93分に同点ゴールを挙げクラブのホーム連続無敗記録を16試合に伸ばすことに貢献した。次節シカゴ・ファイアー戦で2試合連続ゴールを記録した。翌年になるとファネンド・アディやルーカス・メラーノらの加入によって出場機会が減少。同年8月3日、双方合意の下契約を解除した。同月10日、エストゥディアンテスに復帰し3度目の所属となることが発表された。
2016年5月28日、エストゥディアンテスを退団しチリ・プリメーラ・ディビシオンのウニベルシダ・デ・チレに移籍することが発表された。
2017年8月9日、グレミオFBPAからエストゥディアンテスに復帰し2年契約を交わした。
アルゼンチンアンダー代表にしばしば選出された。

## タイトル
リーベル・プレート
- プリメーラ・ディビシオン : 2002-03C

サン・ロレンソ
- プリメーラ・ディビシオン : 2006-07C

UANL
- スーパーリーガ : 2009

エストゥディアンテス
- コパ・リベルタドーレス : 2009
- プリメーラ・ディビシオン : 2010-11A